# Giovanni Battista Guadagnini
Giovanni Battista Guadagnini (també conegut com a G. B. Guadagnini, Guadagnini Giambattista) (23 de juny de 1711 - 18 de setembre de 1786) va ser un lutier venecià, considerat un dels millors artesans d'instruments de corda de la història. Els seus violins són denominats sovint els «Stradivarius dels pobres», en referència als violins d'Antonio Stradivari, generalment considerat el millor fabricant de violins de tots els temps.

## Biografia
Guadagnini va néixer a Bilegno en Val Tidone, prop de Piacenza, en l'actualitat Emília-Romanya. Va exercir el seu ofici des de al voltant de 1729 fins a la seva mort. La seva obra es divideix en quatre períodes principals, corresponents a les ciutats italianes on va viure i va treballar: Piacenza, Milà, Parma i Torí. Els instruments del seu últim període, Torí, es consideren els millors, i solen tenir un preu més alt.
El pare de Guadagnini, Lorenzo, i el seu fill, Giuseppe, així com alguns altres membres de la família Guadagnini, van continuar exercint l'ofici de construcció de violins durant diverses generacions. Va morir a Torí el 1786.

## Músics que han usat o usen instruments de Guadagnini
Violinistes

| Violinista              | Data i lloc de fabricació | Nom de l'instrument | Notes | Referències                                                                                  |
| ----------------------- | ------------------------- | ------------------- | --- | -------------------------------------------------------------------------------------------- |
| Riccardo Brengola       | 1747, Piacenza            | "Contessa Crespi"   | | http://www.cozio.com/Instrument.aspx?id=2796                                                 |
| Goran Koncar            | 1753, Milà                |                     | |                                                                                              |
| Adolf Brodsky           | 1751, Milà                | ex Brodsky          | | http://www.cozio.com/Instrument.aspx?id=1029                                                 |
| Mihaela Martin          | 1748                      |                     | | [ 1 ]                                                                                        |
| Zakhar Bron             | 1757, Milà                |                     | http://www.cozio.com/Instrument.aspx?id=1997 |                                                                                              |
| Andrew Dawes            | 1770, Parma               |                     | http://www.dalphin-luthier.com/e/references_citations.php Arxivat 2009-03-03 a Wayback Machine.                                                       |                                                                                              |
| Julia Fischer           | 1750                      |                     | http://www.stringsmagazine.com/article/139/139, 3628, Dossier-3.asp                                                                                   |                                                                                              |
| Carl Flesch             |                           | ex-Henri Vieuxtemps | | http://www.cozio.com/Instrument.aspx?id=1015                                                 |
| David Garrett           | 1772                      |                     | Al desembre de 2007, Garrett va caure després d'un concert i va aixafar el seu Guadagnini, que havia comprat quatre anys abans per 1 milió de dòlars. |                                                                                              |
| David Greed             | 1757                      |                     | Propietat del Sindicat Guadagini de Yorkshire 1757.                                                                                                   | http://homepage.ntlworld.com/tykepenguin/sol/David.html                                      |
| Arthur Grumiaux         |                           | ex Grumiaux         | | http://www.cozio.com/Instrument.aspx?id=2726 Arxivat 2009-03-04 a Wayback Machine.           |
| Willy Hess              | 1740s                     |                     | http://www.cozio.com/Instrument.aspx?id=1006 |                                                                                              |
| Joseph Joachim          | 1767, Parma               | ex-Joachim          | | http://www.cozio.com/Instrument.aspx?id=2736                                                 |
| Bernardo Moreira de Sá  | 1765                      | ex Bernardel        | |                                                                                              |
| David Kim               | 1757                      |                     | en prèstac de la Orquesta de Filadelfia | http://www.davidkimviolin.com/biography.html                                                 |
| Manfred Leverkus        | 1752                      | ex Kneisel          | robat el 2004 | http://www.cozio.com/Instrument.aspx?id=2423                                                 |
| Mikhail Kopelman        | 1773                      |                     | http://www.andersmanagement.com/ensembles/kopelman.php Arxivat 2008-09-07 a Wayback Machine.                                                          |                                                                                              |
| Enero Kubelik           | 1750                      | ex Kubelik          | | http://www.cozio.com/Instrument.aspx?id=1736                                                 |
| Pekka Kuusisto          | 1752                      |                     | http://www.ondine.net/index.php?lid=en&cid=3.2&oid=517                                                                                                |                                                                                              |
| Poco Tasmin             | 1757                      |                     | http://www.musicomh.com/music/features/proms-violin_0706.htm                                                                                          |                                                                                              |
| Haldon Martinson        | 1750                      |                     | Actualment en us a l'Orquestra Simfònica de Boston | http://www.bso.org/bso/mods/bios_detail.jsp?id=1700055 Arxivat 2010-03-12 a Wayback Machine. |
| Viktoria Mullova        | 1750                      |                     | http://www.viktoriamullova.com/biog.asp |                                                                                              |
| Maud Powell             | 1775, Torí                |                     | Al Museu Henry Ford, Dearborn, Míchigan | http://www.maudpowell.org/pages/MPviolins.htm Arxivat 2011-09-28 a Wayback Machine.          |
| Linda Rosenthal         | 1772, Torí                |                     | http://www.linda-rosenthal.com/biography.php |                                                                                              |
| León Sametini           |                           | ex Sametini         | | http://www.cozio.com/Instrument.aspx?id=2409                                                 |
| Yvonne Smeulers         | 1785                      |                     | http://www.yvonnesmeulers.com |                                                                                              |
| Lara St. John           | 1779                      | Salabue             | anomenat "la resurrecció" per St. John | http://www.cozio.com/Instrument.aspx?id=617                                                  |
| Stephanie Sant'Ambrogio | 1757                      |                     | http://www.cpmf.us/Pages/artisticdirector.html |                                                                                              |
| Vanessa-Mae             | 1761                      | "De Gizmo"          | | http://vanessa-mae.com                                                                       |
| Mari Silje Samuelsen    | 1773                      |                     | |                                                                                              |
| Henri Vieuxtemps        |                           | ex-Henri Vieuxtemps | | http://www.cozio.com/Instrument.aspx?id=1015                                                 |
| Henryk Wieniawski       | 1750                      | ex Wieniawski       | | http://www.cozio.com/Instrument.aspx?id=1017                                                 |
| Eugène Ysaÿe            | 1754                      | ex-Eugène Ysaÿe     | | http://www.cozio.com/Instrument.aspx?id=2430 Arxivat 2009-03-19 a Wayback Machine.           |
| Kim Bomsori             | 1774                      |                     | | https://www.deutschegrammophon.com/en/artists/bomsori/biography                              |

Violoncel·listes
- Natalie Clein toca el violoncel "Simpson" de Guadagnini (1777)[3]
- David Geringas toca un violoncel de G.B. Guadagnini fabricat a Torí el 1761[4]
- Sol Gabetta toca un violoncel Guadagnini de 1759 prestat pel mecenes Hans Rahn.